# 海星亞門
海星亞門（學名：Asterozoa）是動物界棘皮動物門之下的一個亞門，其下物種的特徵為輻射對稱（多為五輻射對稱）的星形身體。現存的類群包括海星和蛇尾。